# Albrecht von Massow (General)
Albrecht von Massow (* 12. Mai 1879 in Oldenstadt, Landkreis Uelzen; † 6. Mai 1953 in Schenkenzell, Landkreis Wolfach) war ein deutscher Offizier, zuletzt Generalmajor der Luftwaffe im Zweiten Weltkrieg.

## Leben
Albrecht entstammte dem pommerschen Adelsgeschlecht derer von Massow.
Von Massow trat am 24. März 1897 als Fahnenjunker in das Feldartillerie-Regiment „General-Feldzeugmeister“ (2. Brandenburgisches) Nr. 18 der Preußischen Armee in Frankfurt (Oder) ein. Im weiteren Verlauf seiner Militärkarriere war er ab 1. August 1917 bis über das Ende des Ersten Weltkriegs hinaus im Preußischen Kriegsministerium tätig und wurde dann am 15. Februar 1919 aus dem aktiven Militärdienst entlassen.
Im Zuge der Aufrüstung der Luftwaffe der Wehrmacht wurde von Massow am 1. Juli 1935 reaktiviert. Während des Zweiten Weltkriegs wurde er am 1. Januar 1941 zum Generalmajor befördert. Zuletzt war von Massow im Reichsluftfahrtministerium tätig, bevor er dann am 31. Mai 1942 in den Ruhestand versetzt wurde.